# Heckefransous
Als „Heckefransous“ (Plural Heckefransousen, deutsch etwa Heckenfranzose(n), Substantiv aus Hecke und Franzose(n)) werden in Luxemburg – meist scherzhaft gemeint – die Einwohner in Frankreich (insbesondere Lothringen), die an oder nahe der französisch-luxemburgischen Grenze wohnen, bezeichnet. Insbesondere sind die Grenzgänger, die in Frankreich wohnen und nach Luxemburg einpendeln, gemeint. „Heckenfranzosen“ sprechen ein mehr gebrochenes Französisch. „Hecke“ kann hier sowohl im Sinne von Büschen etc. als auch im eigentlichen Sinn zur Bezeichnung der örtlichen Herkunft meinen. Sinnbildlich bedeutet „Heckenfranzose“ eine Person, die jenseits der Hecke, in diesem Fall Grenze, kommt. Der Begriff kann spöttisch oder leicht abwertend beispielsweise im Zusammenhang mit der Arbeitsplatzkonkurrenz, der Verkehrssituation (Pendlerstau) und Sprachunterschieden (z. B. Vorwurf, kein Luxemburgisch zu sprechen) verwendet werden. Hingegen sind nicht Franzosen gemeint, die in Luxemburg wohnhaft und dort integriert sind.

## Entstehung
Eine Legende besagt, der Begriff sei 1643 bei der Belagerung von Thionville entstanden.